# Livingstone Shire
Koordinaten: 23° 8′ S, 150° 44′ O

Livingstone Shire ist ein Verwaltungsbezirk (LGA) im Zentrum von Queensland, Australien. 2008 wurde aus dem Livingstone Shire zusammen mit dem Fitzroy Shire und dem Mount Morgan Shire die Rockhampton Region. Zum 1. Januar 2014 wurde Livingstone Shire wieder eine eigene Verwaltungseinheit (LGA).
Der Bezirk erstreckt sich über eine Fläche von 11.775 km². Nach der Bevölkerungszählung (Census) von 2021 lebten 39.398 Einwohner in dem Gebiet, was einer Bevölkerungsdichte von 3,4 Einwohnern pro km² entspricht. Livingstone Shire befindet sich oberhalb des Wendekreises des Steinbocks (Tropic of Capricorn). Livingstone Shire ist einer der am schnellsten wachsenden Bezirke in Queensland.
In der Shoalwater Bay (100 km nördlich von Yeppoon und 628 km von Brisbane entfernt) befindet sich ein 4.545 km² großes militärisches Trainingsgebiet.

## Industrie und Wirtschaft
Neben dem Tourismus spielen Fischerei, Weidewirtschaft, Ananas- und Kaffeeplantagen eine wichtige wirtschaftliche Rolle.

## Orte
(Auswahl, Einwohnerzahlen nach Census 2021, Australian Bureau of Statistics)
- Yeppoon (Verwaltungssitz), 7.037 Einwohner[3]
- Byfield, 323 Einwohner
- Emu Park, 2.281 Einwohner
- Glenlee (Queensland), 1.193 Einwohner
- Keppel Sands, 374 Einwohner
- Marlborough, 154 Einwohner
- Rockyview, 1.735 Einwohner
- Taranganba, 2.275 Einwohner
- Zilzie, 2.846 Einwohner